# Wieselburg (Ausztria)
Wieselburg osztrák város Alsó-Ausztria Scheibbsi járásában. 2022 januárjában 4458 lakosa volt. 

## Elhelyezkedése

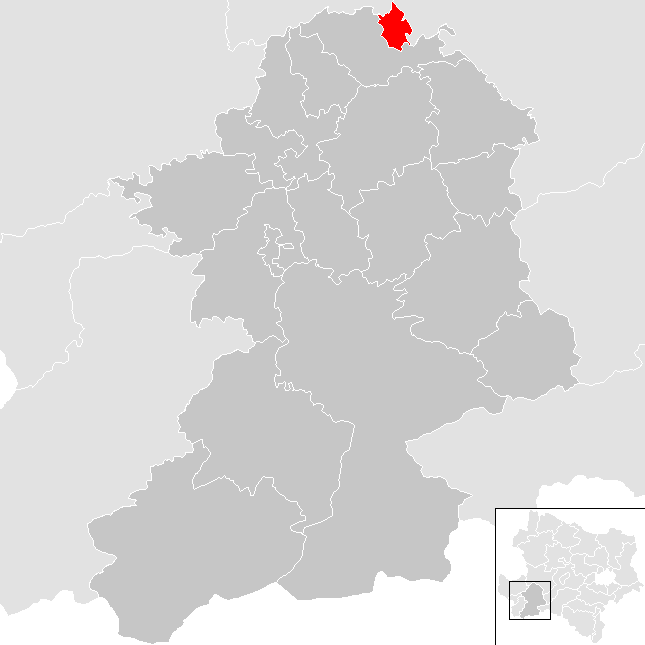
Wieselburg a Scheibbsi járásban

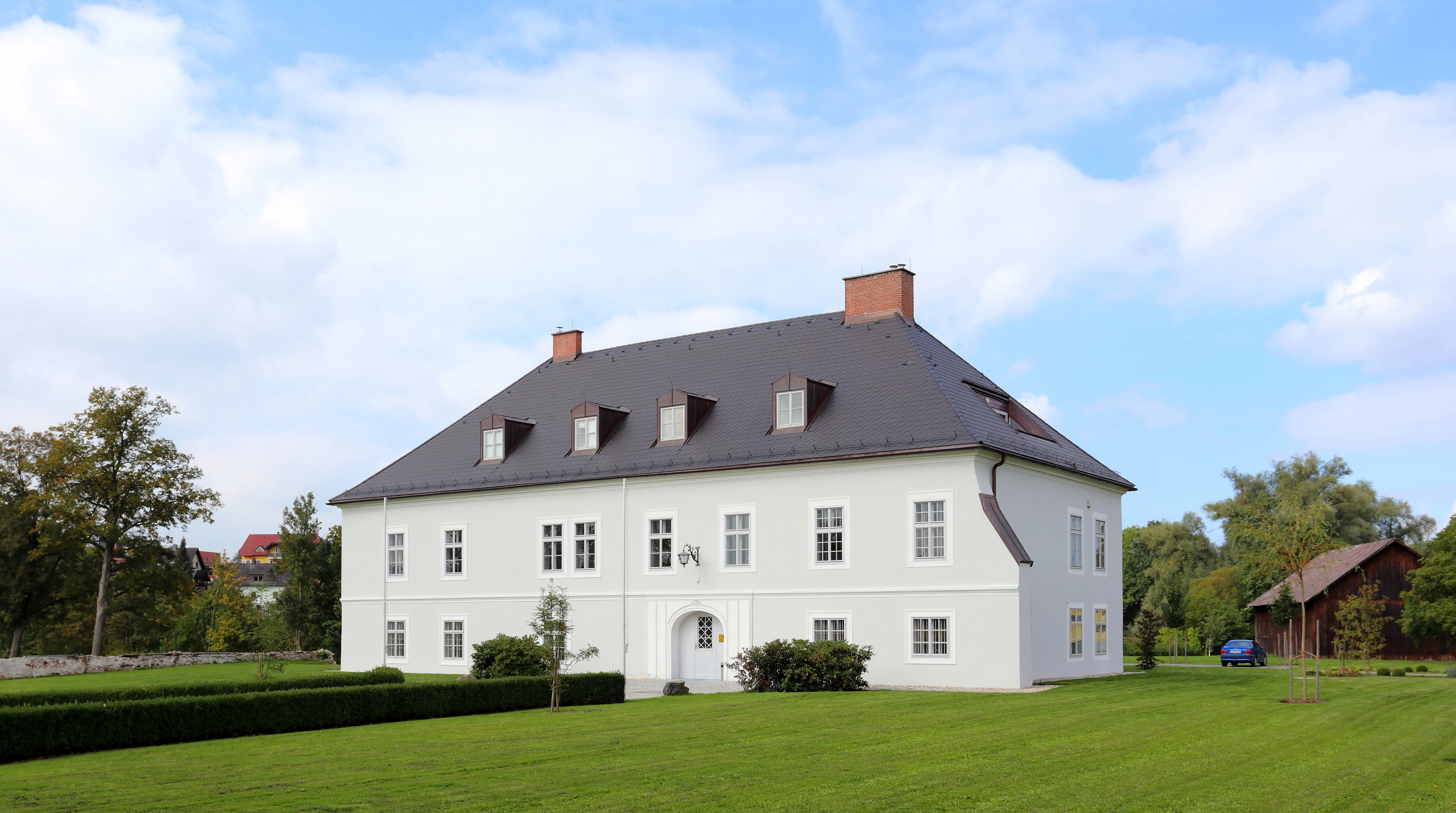
A rottenhausi kastély

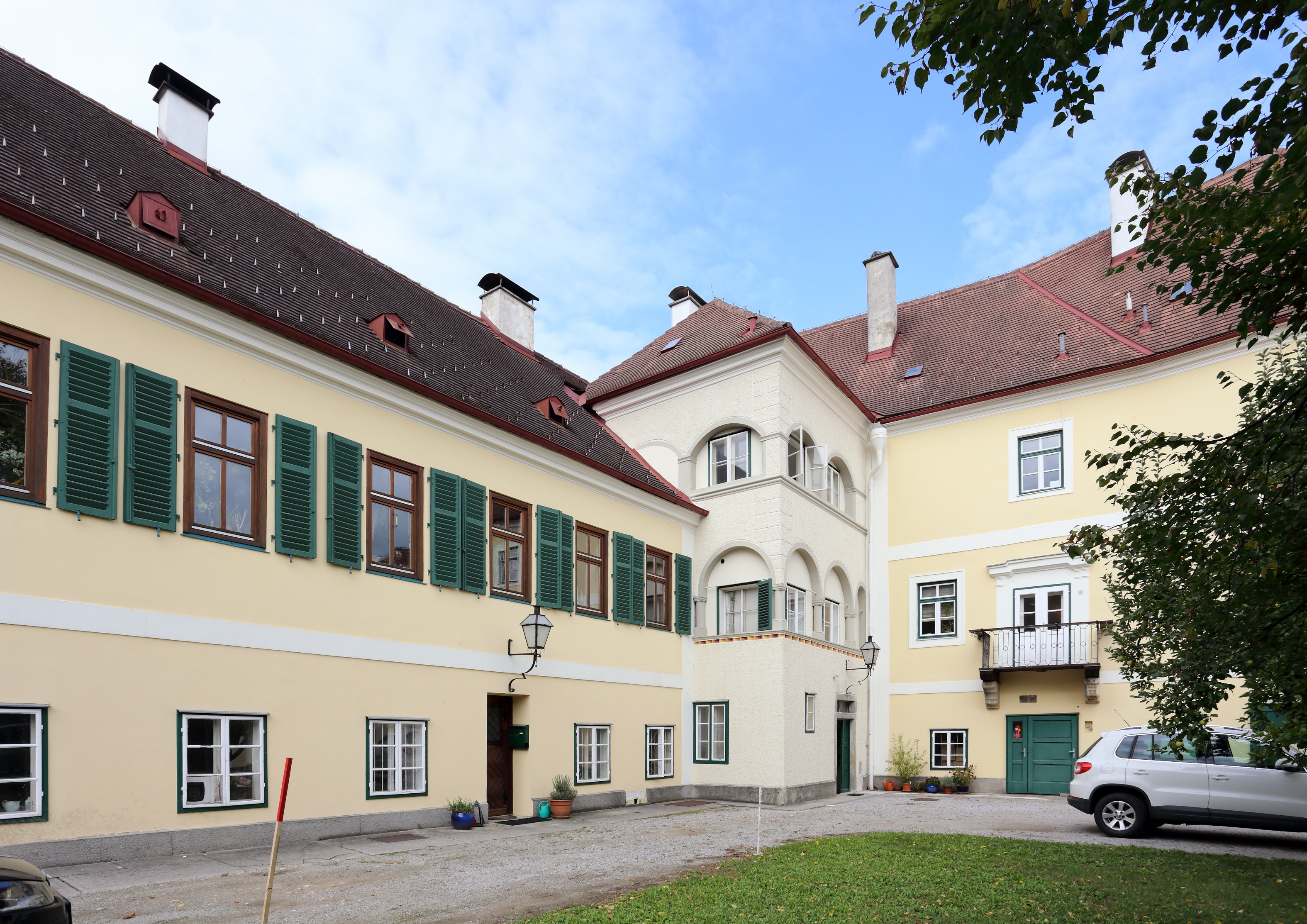
A Perzlhof-kastély

Wieselburg a tartomány Mostviertel régiójában fekszik, az Eisenwurzen tájegységben, az Erlauf és Kleine Erlauf folyók találkozásánál, az Ybbstali-Alpokban. Területének 7,8%-a erdő, 47,1% áll mezőgazdasági művelés alatt. Az önkormányzat 3 települést és településrészt egyesít: Rottenhaus, Schacha és Wieselburg. 
A környező önkormányzatok: délnyugatra Wieselburg-Land, északnyugatra és keletre Bergland, északkeletre Petzenkirchen.

## Története
A két folyó találkozásánál 976-ben épült egy vár, amely egyúttal erődített templom is volt (a mai oktogon).
Wieselburg önkormányzata az 1848-as forradalmat követően alakult meg. 1913-ban az akkor már mezőváros Wieselburghez csatolták Rottehnhaus községet és Mitterwasser község Berg és Schacha részeit.
Az első világháborúban a vasúti csomópont Wieselburgban állították fel a Monarchia egyik legnagyobb fogolytáborát. 1915-1918 között mintegy 60 ezer hadifoglyot őriztek itt. A mühlingi tiszti táborral és a purgstalli fogolytáborral együtt a térségben 80 ezer fogoly került elhelyezésre. 
A második világháborúban 187 wieselburgi veszett oda. 
1976-ban Wieselburgot városi rangra emelték.

## Lakosság
A wieselburgi önkormányzat területén 2021 januárjában 4458 fő élt. A lakosságszám 1939 óta gyarapodó tendenciát mutat. 2020-ban az ittlakók 80,5%-a volt osztrák állampolgár; a külföldiek közül 1,8% a régi (2004 előtti), 10,8% az új EU-tagállamokból érkezett. 3,9% az egykori Jugoszlávia (Szlovénia és Horvátország nélkül) vagy Törökország, 2,9% egyéb országok polgára volt. 2001-ben a lakosok 87,3%-a római katolikusnak, 2,8% evangélikusnak, 3,6% mohamedánnak, 4,4% pedig felekezeten kívülinek vallotta magát. Ugyanekkor 23 magyar élt a városban; a legnagyobb nemzetiségi csoportot a németek (93%) mellett a törökök alkották 1,9%-kal.
A népesség változása:
| Lakosok száma | 3862 | 4143 | 4408 |
|               | 2016 | 2018 | 2021 |

## Látnivalók

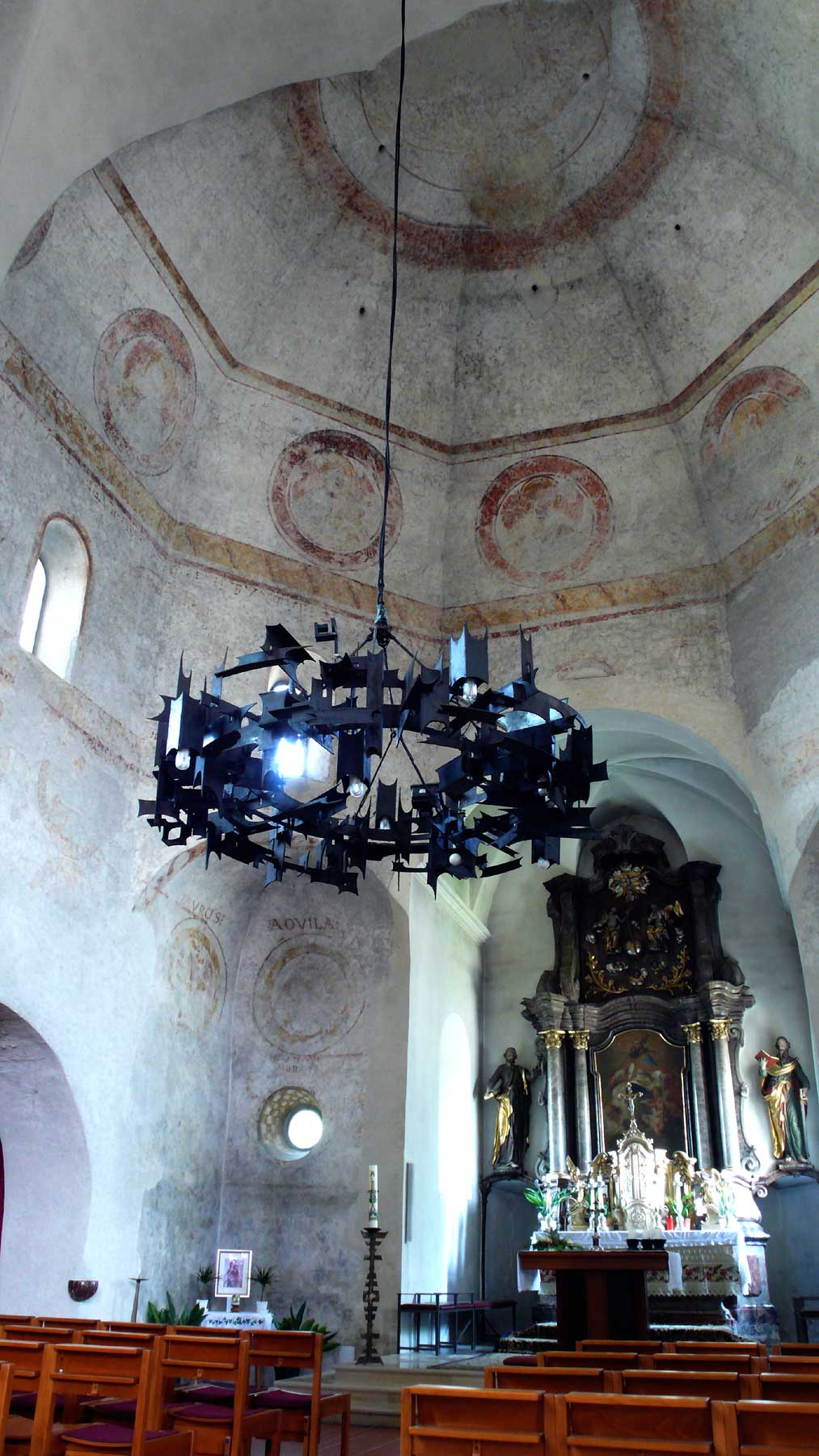
A Szt. Ulrik-plébániatemplom oktogonja

- a wieselburgi kastély (ma múzeum) és a kastélypark
- a rottenhausi kastély
- Perzelhof kastélya
- A Szt. Ulrik-plébániatemplom 1000 körül épült román stílusú része, az ún. oktogon a Babenberg-korszak egyik fontos építészeti emléke

## Híres wieselburgiak
- Eugen Wüster (1898-1977) nyelvész, eszperantista, a terminológiatudomány egyik alapítója

## Testvértelepülések
- Kreiensen (Németország)

## Fordítás
- Ez a szócikk részben vagy egészben  a   Wieselburg című német Wikipédia-szócikk ezen változatának fordításán alapul.  Az eredeti cikk szerkesztőit annak laptörténete sorolja fel. Ez a jelzés csupán a megfogalmazás eredetét és a szerzői jogokat jelzi, nem szolgál a cikkben szereplő információk forrásmegjelöléseként.